# Hans Habe
Hans Habe (geboren am 12. Februar 1911 in Budapest, Österreich-Ungarn, als János Békessy; gestorben 29. September 1977 in Locarno) war ein österreichisch-US-amerikanischer Journalist, Schriftsteller und Drehbuchautor. Als Schriftsteller benutzte er die Pseudonyme Antonio Corte, Frank Richard, Frederick Gert, Georg Herwegh, John Richler, Peter Stone und Hans Wolfgang.

## Leben

### 1911 bis 1929
Er stammte aus einer ungarisch-jüdischen Familie. Nach dem Ersten Weltkrieg kam die Familie Békessy von Budapest nach Wien. Dort verursachte Habes Vater, Imre Békessy, mehrere Skandale, die Karl Kraus in seinen Werken immer wieder anprangerte. Als Kraus in seiner Zeitschrift Die Fackel die Polemik Hinaus aus Wien mit dem Schuft veröffentlichte, verließ Békessy Wien und ging nach Budapest zurück.
Bereits in Ungarn hatte Habe durch seine Mutter, die Lehrerin Bianca Marton, und seine Gouvernante Adele Bienert Deutsch gelernt. Als sein Vater nach Budapest zurückging, blieb Habe mit seiner Mutter in Wien und besuchte von 1921 bis 1929 das Gymnasium Stubenbastei. Nach der Matura versuchte Habe in Heidelberg, Jura und Germanistik zu studieren. Obwohl er evangelisch getauft war, bekam er Schwierigkeiten wegen seiner jüdischen Herkunft, sodass er nach Wien zurückkehrte.
In diese Zeit fallen auch Habes erste literarische Versuche. Wahrscheinlich um sich von seinem Vater zu distanzieren, änderte Habe seinen Namen: Hans ist die deutsche Übersetzung von János und Habe steht lautmalerisch für die Anfangsbuchstaben von Hans Békessy.

### 1930 bis 1938
Ab 1930 war Habe als Journalist bei der Wiener Sonn- und Montagspost tätig. Dort veröffentlichte er in einem Artikel den bisherigen Werdegang Adolf Hitlers. 1931 wechselte Habe als Chefredakteur zur Österreichischen Abendzeitung und wurde damit einer der jüngsten Chefredakteure Europas.
Anfang 1934 wechselte Habe zum Wiener Morgen und war auch (wenn auch nur einige Wochen) für den Pressedienst der faschistischen Heimwehr von Ernst Rüdiger Starhemberg tätig. Als Habe gewahr wurde, dass Benito Mussolini einer der größten Finanziers der Heimwehr war, kündigte er sofort.
In den Jahren 1935 bis 1939 war Habe beim Prager Tagblatt angestellt. Für diese Zeitung ging er als Korrespondent nach Genf zum Völkerbund. Als solcher nahm er auch 1938 an der Konferenz von Évian teil, die Präsident Franklin D. Roosevelt initiiert hatte. Nebenbei konnte Habe 1936 mit seinem Roman Drei über die Grenze als Schriftsteller debütieren.

### 1938 bis 1945
Als einer der Ersten wurde Habe 1938 nach dem Anschluss Österreichs an das Deutsche Reich ausgebürgert, seine Bücher wurden verboten. Deshalb ging Habe mit seiner Ehefrau ins Exil nach Frankreich. Dort meldete er sich im darauffolgenden Jahr als Freiwilliger und kämpfte mit dem 21è Régiment de Marche de Volontaires Etrangers gegen die Deutschen. Am 21. Juni 1940 wurde er gefangen genommen und kam ins Dulag Dieuze in der Nähe von Nancy. Mit Hilfe französischer Freunde konnte er von dort fliehen. Zusammen mit seiner Frau Erika rettete er sich durch Frankreich und Spanien nach Portugal. Dieses „Abenteuer“ thematisierte sein Freund Erich Maria Remarque in seinem Buch Die Nacht von Lissabon.
Dort erlangte das Ehepaar Habe Visa und konnte Ende 1940 in die USA emigrieren, ließ sich scheiden und heiratete 1942 erneut. Habe war als Schriftsteller auch im Exil erfolgreich, besonders in den USA. Seine politischen Romane Tödlicher Friede bzw. Zu Spät, zuerst 1939 in Zürich und dann in englischer Sprache unter dem Titel Sixteen Days 1940 in New York erschienen, und der Roman A Thousand Shall Fall aus dem Jahre 1941, in Deutschland unter dem Titel Ob Tausend fallen – Ein Bericht 1947 bei Rowohlt erschienen, und andere Bücher erzielten hohe Auflagen und wurden in viele Sprachen übersetzt. Metro-Goldwyn-Mayer verfilmte 1943 Ob Tausend fallen unter dem Titel The Cross of Lorraine mit Gene Kelly und Peter Lorre.
Habe meldete sich erneut freiwillig zum Kampf gegen NS-Deutschland und wurde 1942 in die US Army eingezogen. Dort wurde er Mitglied des militärischen Geheimdienstes. Im „Military Intelligence Training Center“ in Camp Ritchie, Maryland, wurde er in psychologischer Kriegsführung ausgebildet. Mit der Propaganda-Einheit 1st Mobile Radio Broadcasting Company der Ritchie Boys ging Habe im März 1943 nach Nordafrika und nahm auch an der Invasion in Italien teil. Er wurde u. a. bei der Landung bei Salerno eingesetzt. 1944 wurde er Ausbilder in psychologischer Kriegführung in Camp Sharpe bei Gettysburg, Pennsylvania, zuletzt war er im Dienstgrad eines Majors. In seinen Memoiren berichtete der ebenfalls emigrierte und den Ritchie Boys angehörende Stefan Heym von dieser Zeit: „… war es nur Generälen gestattet, nach eigenem Geschmack geschneiderte Sonderuniformen zu tragen – und Lieutenant Habe.“
Im Herbst 1944 wurde Habe zum alleinigen Leiter der deutschsprachigen Abteilung von Radio Luxembourg ernannt. Dieser Sender war nach der Eroberung von Luxemburg durch amerikanische Truppen im September 1944 rasch wieder betriebsbereit. Er sendete täglich acht Stunden in deutscher Sprache und war der weißen Propaganda verpflichtet. Dies sollte Vertrauen in die Glaubwürdigkeit und Wahrhaftigkeit des Programms begründen und die reine Wahrheit schildern. Reportagen und Interviews mit Einwohnern aus dem bereits im Oktober 1944 eroberten Aachen sind dokumentiert. Auch deutsche Kriegsgefangene kamen zu Wort; so sollten noch kämpfende deutsche Soldaten zur Aufgabe bewegt werden. Habe leitete außerdem eine Abteilung innerhalb der Stabsgruppe für Propaganda und psychologische Kriegführung (P&PW Detachment) der 12. Armeegruppe, die Frontzeitungen herausgeben sollte. Habe suchte sich für seine Abteilung u. a. folgende Mitarbeiter aus: Stefan Heym (Schriftsteller), Conny Kellen (Ex-Sekretär von Thomas Mann), Hanus Burger (Regisseur), Joseph Wechsberg (Journalist), Otto Brandstätter (Rechtsanwalt), Max Kraus (Student), Walter Kohner (Schauspieler), Benno David Frank (ehemaliger Theaterregisseur aus Hamburg) und Ernst Cramer, später Vorsitzender der Axel-Springer-Stiftung. In der Folge kamen noch der Schriftsteller Klaus Mann, Oskar Seidlin und Hans Wallenberg, Sohn des ehemaligen B.Z. am Mittag-Chefredakteurs, hinzu.

### 1945 bis 1949
Nach der Niederlage des Deutschen Reiches gründete Habe bis zum November 1945 in der amerikanischen Besatzungszone 16, nach anderen Angaben 18 deutschsprachige Zeitungen, zuerst den Kölnischen Kurier, ferner die Frankfurter Presse, die Münchner Zeitung, den Bayerischen Tag in Bamberg, den Weser Boten (Bremen), die Ruhr Zeitung (Essen), die Hessische Post (Kassel), die Stuttgarter Stimme, den Braunschweiger Boten, die Allgemeine Zeitung in Berlin. Waren diese Blätter der sogenannten „Heeresgruppen-Presse“ ursprünglich als eine Art Amtsblätter der amerikanischen Besatzungsbehörde gedacht, so entwickelten sie sich unter der Führung Hans Habes schon zu eigenständigen Zeitungen; denn Habe scheute sich nicht, die Vorgaben der amerikanischen Behörden zu ignorieren oder sehr eigenwillig zu interpretieren, und wurde deswegen wiederholte Male zum Rapport bestellt. Schon die Titel der Blätter standen in der Tradition deutscher Zeitungsnamen. Einige Blätter bestanden nur kurze Zeit, von der Stuttgarter Stimme etwa erschienen im August und September 1945 nur sieben Ausgaben; teilweise gingen die Zeitungen in den neuen, von den Besatzungsbehörden lizenzierten Zeitungsgründungen auf. Für die deutschen Kriegsgefangenen in der amerikanischen Besatzungszone regte Habe ein eigenes Organ an, die Wochenzeitung Rat und Tat wurde geschaffen.
Als wichtigstes Zeitungsprojekt wurde seitens der amerikanischen Besatzungsmacht die Gründung der Neuen Zeitung in München aufgefasst. Sie war bewusst als große, überregionale Zeitung geplant. Habe fungierte als Chefredakteur, der Schriftsteller Erich Kästner war für das Feuilleton zuständig, und Stefan Heym kümmerte sich um die Außenpolitik. Mit einer Auflage von bis zu 2,5 Millionen Exemplaren (und drei Millionen weiteren Abonnementwünschen, die wegen Papiermangels nicht bedient werden konnten) war Die Neue Zeitung zeitweise die nach dem Daily Mirror auflagenstärkste Zeitung Europas.

### 1949 bis 1960
1949 wurde Habe Chefredakteur der Münchner Illustrierten und 1951 des Echos der Woche. Nebenbei verfasste und redigierte Habe in den Jahren 1946 bis 1953 auch Drehbücher für verschiedene Firmen in Hollywood. Mit Eloise Hardt hatte Habe eine Tochter, Marina Elizabeth (* 1951; am 30. Dezember 1968 in Hollywood ermordet). 1955 wurde die Ehe geschieden. In den Jahren 1952 bis 1953 schrieb Habe für die Los Angeles Daily News jeden zweiten Tag die Kolumne Outside America.
Nachdem er auf Wunsch der hinter der Zeitung stehenden Geldgruppe im Mai 1952 wegen eines Inserentenboykotts der Wirtschaft aus dem Echo der Woche ausscheiden musste, ging Habe als Kolumnist für die Los Angeles Daily News wieder in die USA, kehrte aber im September 1953 als Chefkorrespondent dieser Zeitung nach Europa zurück. 1953 lernte er in München auch seine sechste Ehefrau, die ungarische Schauspielerin und Sängerin Licci Balla, kennen; sie heirateten 1955 in Salzburg. In der Folge lebte er unter anderem in St. Wolfgang am Wolfgangsee. Er schrieb weiterhin kommentierende Kolumnen zur allgemeinen Politik aus konservativer Sicht, u. a. für die Kölnische Rundschau.

### 1960 bis 1977
1960 ließ er sich in Ascona, Schweiz, nieder und widmete sich seinem literarischen Werk. Er wurde dort der Nachbar von Robert Neumann.
Habes literarisches Werk ist dem traditionellen Erzählstil verbunden. Er setzte sich sehr kritisch mit der Nachkriegsliteratur auseinander und konnte z. B. mit der Gruppe 47 nichts anfangen. Seine Romane behandelten oft aktuelle, auch politische Themen und basierten nicht selten auf autobiografischen Erfahrungen. Einige seiner Romane wurden verfilmt, so u. a. 1943 The Cross of Lorraine (A Thousand Shall Fall) von Tay Garnett, 1962 Im Namen des Teufels von John Paddy Carstairs, 1975 Das Netz von Manfred Purzer und 1988 Mission nach Evian von Erika Szanto.
1971 besuchte er Israel. 1976 gründete er die Vierteljahreszeitschrift Epoche.
Im Alter von 66 Jahren starb Hans Habe in Locarno an einer Drüsenkrankheit.

## Privatleben
Habe besuchte von 1921 bis 1929 in Wien das Gymnasium Stubenbastei. Dort ging etwa zur selben Zeit Hilde Spiel zur Schule. Die beiden lernten einander 1927 kennen und verliebten sich. Ein Jahr später brach Habe mit Spiel, doch schätzten sie einander auch später noch, bis es in den 1960er Jahren aus politischen Gründen zum Zerwürfnis kam.
Habe war sechsmal verheiratet. 1932 heiratete er seine erste Ehefrau Margit Bloch. Die Ehe wurde geschieden, bald nachdem Habe seine zweite Ehefrau Erika kennengelernt hatte.
Habe heiratete im Juni 1934 Erika Levy, geschiedene Mosse, Tochter von Walter Levy, Eigentümer der Tungsram-Glühbirnenfabriken. Erikas erster Ehemann war der Arzt und Schriftsteller Erich Mosse, Neffe des Berliner Pressezaren Rudolf Mosse. Von Erika ließ sich Habe 1941 im amerikanischen Scheidungsparadies Reno scheiden.
Bei seiner Einbürgerung in den USA lernte Habe Eleanor Close geschiedene Rand, geborene Hutton, kennen und heiratete sie im April 1942. Ihre Mutter war Marjorie Merriweather Post. Sie war demnach die Enkelin und Erbin von Charles W. Post, dem Gründer von General Foods Inc. Habe hatte mit ihr einen Sohn, Anthony Niklas Habe (geb. 1944).
Im Dezember 1946 ließ sich Habe von Eleanor scheiden und heiratete im selben Monat die sechs Jahre ältere Schauspielerin Ali Ghito, die er schon 1938 kennengelernt, nach dem Krieg gesucht und wiedergefunden hatte. Fast gleichzeitig begann er ein Verhältnis mit der Filmschauspielerin Eloise Hardt, was zu einem Ehekrieg zwischen Ali Ghito und Hans Habe führte.
Habe ließ sich 1948 in Mexiko von Ali Ghito scheiden und heiratete einen Tag später Eloise Hardt, noch bevor die Scheidung rechtskräftig wurde (erst 1953 wurde die Ehe mit Ali Ghito rechtskräftig geschieden). Deswegen klagte ihn Ali Ghito der Bigamie an und lieferte dem Stern pikantes Material für einen Artikel, der Anfang Juni 1952 erschien.
1953 lernte Habe  in München seine sechste und letzte Ehefrau, die ungarische Schauspielerin und Sängerin Licci Balla, kennen; sie heirateten 1955 in Salzburg.

## Auszeichnungen und Mitgliedschaften
- 1942: Jerusalem-Medaille
- 1945: Croix de guerre de Luxembourg
- 1972: Theodor-Herzl-Preis (Herzl-Literaturpreis)
- 1976: Großes Bundesverdienstkreuz der Bundesrepublik Deutschland
- 1977: Konrad-Adenauer-Preis der Deutschland-Stiftung
- Ehrensenator der Boston University
- Gouverneur der Universität Haifa
- Präsident des Deutschen Autorenrates
- Großritter der Mark-Twain-Gesellschaft
- Mitglied des PEN Center USA
- Mitglied des israelischen Journalistenverbandes

## Werke (Auswahl)
- Drei über die Grenze. 1936.
- Eine Zeit bricht zusammen. 1938.
- Tödlicher Friede – ein Liebesroman mit politischem Hintergrund. Europa-Verlag Emil Oprecht, Zürich 31. August 1939. (Ein Roman, in dem die Verhandlungen beim Völkerbund in Genf zur Zeit der Entstehung des Münchner Abkommens 1938 thematisiert wurden.) Nach Beschwerde der deutschen Botschaft bei der Schweizer Regierung wurde das Buch auf Bitten des Schweizer Bundesrates zurückgezogen und unter dem Titel

Zu Spät – ein Liebesroman mit politischem Hintergrund 1940 beim Europa Verlag angeblich in New York, in Wirklichkeit immer noch in Zürich neu aufgelegt. Die gleichzeitig erscheinende englische Ausgabe trug den Namen
16 Days. Danach wurde das Buch in 14 Sprachen übersetzt. In Deutschland erschien das Buch erstmals im Walter Verlag, Olten 1976, unter dem Titel
Staub im September. Zahlreiche weitere Ausgaben.
- Kathrin oder der verlorene Frühling. 1943.
- Wohin wir gehören (zuerst engl. Aftermath). New York 1946 (London 1947; Dt. 1948; Niederländ. Naspel 1966).
- Ob Tausend fallen. Hamilton, London 1943.
- Weg ins Dunkel. Roman, Pan Verlag, Zürich 1951.
- Ich stelle mich: Meine Lebensgeschichte. 1954. Erweiterte Neuausgabe mit einem Nachwort von Licci Habe. München 1986, ISBN 3-7766-1395-5.
- Off Limits – Roman der Besatzung Deutschlands. 1955.
- Im Namen des Teufels. 1956. – 1961 verfilmt, Regie: John Paddy Carstairs
- Die Rote Sichel. Dörner, Düsseldorf 1959. In redaktioneller Neufassung von Licci Habe unter dem Titel Ungarischer Tanz. Herbig, München 1983.
- Ilona. 1960.
- Die Tarnowska. 1962.
- Die Botschafterin. 1959 (unter dem Pseudonym Hans Wolfgang), schon 1960 verfilmt mit Nadja Tiller
- Tod in Texas. 1964. (Platz 1 der Spiegel-Bestsellerliste im Jahr 1964)
- Die Mission. 1965 (über die Konferenz von Évian).
- Im Jahre Null. 1966.
- Christoph und sein Vater. 1966 (über Thomas Harlan).
- Wien, so wie es war. 1969.
- Das Netz. 1969. (Platz 1 der Spiegel-Bestsellerliste vom 25. August bis zum 28. September 1969)
- Wie einst David. Entscheidung in Israel. Ein Erlebnisbericht. 1971. (Bericht über seine Israelreise)
- Erfahrungen. 1973.
- Palazzo. 1975. (Platz 1 der Spiegel-Bestsellerliste vom 14. Juli bis zum 24. August 1975)
- Leben für den Journalismus. Droemer Knaur, München 1976, ISBN 3-426-00430-5.

## Hans-Habe-Stiftung
Die Hans-Habe-Stiftung ist eine am 25. Juli 1996 auf letztwilligen Wunsch der im Jahre 1995 verstorbenen Licci Habe, geb. Balla, der letzten Ehefrau des Schriftstellers und Journalisten, gegründete Stiftung.